# هماشة
الهمَّاشة هو جنس من الذباب ذو الأقدام المسطحة من فصيلة الهماشيات. لهذا الجنس ما لا يقل عن 30 نوعًا موصوفًا.